# Barbucca
Barbucca ist eine nur wenige Arten umfassende Gattung sehr kleiner, schmerlenartiger Süßwasserfische, die im Stromgebiet des Mekong in Südostasien und auf der vietnamesischen Insel Phú Quốc vorkommt. 

## Merkmale
Durch die Morphologie des Mauls und der Schwimmblase unterscheidet sich Barbucca von allen anderen Schmerlengattungen. Die Oberlippe ist fleischig, glatt und ohne Mittelkerbe. Die Unterlippe ist mit der Oberlippe zusammengewachsen, fleischig und in der Mitte geteilt. An der Unterlippe findet sich ein fleischiger, bartelartiger, dreieckiger Lappen, mit einem weichen, dünnen, abgeflachten Auswuchs, der senkrecht zum Körper ausgerichtet ist. Zwei weitere Bartelpaare finden sich am Rostrum, eins an der Maxillare. Alle Barteln sind an ihrer Basis von einem Ring kleiner Auswüchse umgeben. Das Manubrium, ein bei den Bachschmerlen (Nemacheilidae), Plattschmerlen (Balitoridae), Gastromyzontidae, Serpenticobitidae und Ellopostomatidae vorhandener Verbindungsschlauch zwischen den zwei hinteren Teilen der Schwimmblase, fehlt.

## Systematik
Die Gattung Barbucca wurde 1989 durch den amerikanischen Ichthyologen Tyson R. Roberts mit der Beschreibung von Barbucca diabolica aufgestellt und war zunächst monotypisch. Der Gattungsname Barbucca leitet sich aus dem lateinischen ab („barba,-ae“ = Bart, „bucca“ = Maul) und nimmt Bezug auf das mit Barteln umstandene Maul. Bei der Erstbeschreibung wurde die Gattung den Steinbeißern (Cobitidae) zugeordnet, später von Šlechtová et al. den Plattschmerlen (Balitoridae). 2012 stellt Kottelat für die Gattung die Familie Barbuccidae auf. 2013 wurde mit Barbucca elongata eine weitere Art beschrieben.

## Arten
- Barbucca diabolica Roberts, 1989
- Barbucca elongata, Vasil'eva & Vasil'ev, 2013

Die beiden Arten unterscheiden sich in der Färbung, der Schuppenformel, der Schnauzenform und dem Verhältnis zwischen Körperhöhe und Länge. Neben den zwei bisher beschriebenen sind auch mehrere bisher unbeschriebene Arten bekannt.